# Carbine Williams
 Carbine Williams és una pel·lícula estatunidenca dirigida per Richard Thorpe el 1952.

## Argument
És la història autèntica de David Marshall Williams, anomenat "Carbine Williams" qui, al començament dels anys 1920, mata accidentalment un policia que l'anava a detenir perquè destil·lava clandestinament alcohol. Empresonat, aconsegueix crear, al taller on és destinat, un prototip de carrabina revolucionària. La seva família (especialment la seva dona Maggie) obté de les autoritats una reducció de pena i finalment un alliberament anticipat. La firma Winchester contracta llavors Williams i comercialitza la invenció sota el nom de Carrabina M1. Un dia, quan el seu jove fill li planteja preguntes sobre el seu passat, Williams li presenta l'antic director de la seva presó, el capità Peoples, que conta al nen la història del seu pare (la pel·lícula comença allà i prossegueix amb un llarg flashback).

## Repartiment
- James Stewart: David Marshall 'Marsh' Williams
- Jean Hagen: Maggie Williams
- Wendell Corey: El capità H. T. Peoples
- Carl Benton Reid: Claude Williams
- Paul Stewart:  'Dutch' Kruger
- Otto Hulett: Mobley
- Rhys Williams: Redwick Karson
- Herbert Heyes: Lionel Daniels
- James Arness: Leon Williams
- Porter Hall: Sam Markley
- Fay Roope: El procurador
- Ralph Dumke: Andrew White
- Leif Erickson: Feder
- Henry Corden: Bill Stockton
- Frank Richards: Truex
- Howard Petrie: El xèrif
- Stuart Randall: Tom Vennar
- Dan Riss: Jesse Rimmer
- Bobby Hyatt: David Williams

I, entre els actors que no surten als crèdits:
- Jonathan Hala: El jutge Henry P. Lane
- Willis Bouchey: Mitchell
- John Doucette: Gavrey